# Тарак Діаб
Тарак Діаб (араб. طارق ذياب, нар. 15 липня 1954) — туніський футболіст, що грав на позиції півзахисника.
Виступав, зокрема, за клуб «Есперанс», а також національну збірну Тунісу.

## Клубна кар'єра
У дорослому футболі дебютував 1972 року виступами за команду клубу «Есперанс», в якій провів сімнадцять сезонів.
Протягом 1989—1991 років захищав кольори команди клубу «Аль-Аглі».
Завершив професійну ігрову кар'єру у клубі «Есперанс», у складі якого вже виступав раніше. Прийшов до команди 1991 року, захищав її кольори до припинення виступів на професійному рівні у 1992 році.

## Виступи за збірну
У 1975 році дебютував в офіційних матчах у складі національної збірної Тунісу. Протягом кар'єри у національній команді, яка тривала 16 років, провів у формі головної команди країни лише 33 матчі, забивши 4 голи.
У складі збірної був учасником чемпіонату світу 1978 року в Аргентині.

## Титули і досягнення
- Африканський футболіст року: 1977